# Василів день

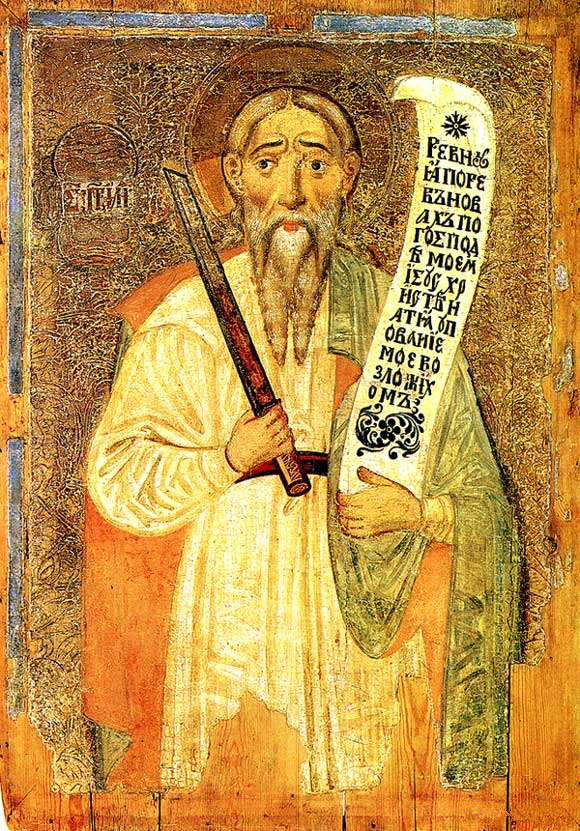
Ікона " Святий Ілля з мечем «. 1668 ». 1668. («Ходить Ілля на Василя, носить ляску житяну»)

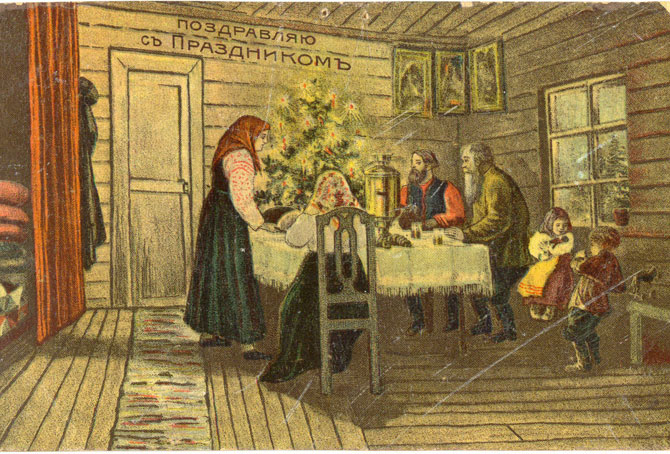
Новорічна листівка початку ХХ століття

Василів день (Новий рік) — день народного календаря у слов'ян, що припадає на 1 січня. Назва дня походить від імені святого Василія Великого. Перший день нового року, початок «Страшних вечорів». У східних слов'ян цього дня було прийнято ходити посівати по хатах.

## Інші назви
- болг. Св. Василъ, Сурваки[5], Суръва година, Сурова година[6], Васильовден, Сурвакден[7];
- рос. і церк.-слов. Обрезание Господне, Святой Василий Великий[8]; Василий-свинятник, Свиной праздник[9], Василий Солноворот[8];
- біл. Васілле[10], Васілля[11];
- словац. Obrezanie Krista Pána; чеськ. Obřezáni Páně, Slavnost Matky Boží Panny Marie[8];
- серб. Мали Божић, Ново лето, Нова година, Васиљевдан[12].

У цей день їх також шанують: православні слов'яни — Василій Великий, Обрізання Господнє ; слов'янами-католиками — Обрізання Господнє, Свято Божої Матері Діви Марії; чиї імена присутні у назвах дня.

## Обряди та повір'я
Напередодні селяни ходили по хатах з привітаннями та побажаннями благополуччя. Старовинні назви дня Овсень, Таусень, Баусень . При цьому відбувався стародавній обряд посівання або обсівання, відомий також як овсінькання, ходити таусити, сіняти, кликати овінь .
В деяких місцях прийнято напередодні ходити по хатах (колядувати, щедрувати) і збирати пироги, свинячі ноги і взагалі їстівні святкові речі. Селяни, які робили цей обхід, примовляли під вікнами будинків: «Свинку та борівка кидай для Васильового вечора», або ж: «Кишку та ніжки у верхнє віконце». Свиняче м'ясо складало головне частування під час Васильового вечора та Різдвяних свят. Посівання ж проводили виключно вранці 1 січня . Рано вранці діти, зібравшись разом, ходили до обіду по хатах сіяти з рукава, рукавиці або з мішка зерна вівса, гречки, жита та інших хлібів і при цьому співали посівальну пісню або примовляли: «На Щастя на Здоров'я на Новий Рік ! Роди Боже Жито-Пшеницю і Всяку Пашницю», «Уроди, Боже, всякого жита по засіку, що по засіку та по великому, а й стало б жита на весь світ хрещений». Старша жінка (більшуха) намагалася зловити зерно фартухом, що розкидається. Все «засіяне» зерно збиралося і зберігалося до посіву — його додавали до першої сівалки. На Василів день готували кашу, з особливими обрядами, з ворожінням на каші про щастя і добробут наступного року для сім'ї.
Цього дня пекли печиво, що нагадує корів, свиней, овець та свійську птицю. У багатьох у цей день стояло на столі засмажене порося або свиняча голова. При цьому всі сусіди могли прийти до будинку і почастуватися цією стравою, заплативши господарям трохи грошей, які назавтра здавалися до парафіяльної церкви. Святий Василій Великий вважався покровителем свиней. Пастухи глибоко шанували святого Василія і боялися прогнівити його.
Вранці кожен член сім'ї намагався стати першим і принести води з колодязя, джерела або річки і вмитися. Вірили, що комусь це вдавалося, той весь рік буде бадьорим, рухливим. Для новорічного вмивання білоруси у воду клали мідні чи золоті монети — щоби весь рік бути «червоним і міцним», як мідь і золото; срібні монети — щоб мати «біле» (чисте) обличчя.
Василів день у побуті українців вважався терміном у господарському часі обчисленні, а тому й говорили: «а то було під час Васильового дня», «він найнявся від Васильового дня до Євдокії» тощо.
У деяких регіонах у цей день вважали за необхідне почати «для прикладу» якусь роботу, щоб потім вона була успішною весь рік.

## Приказки та прикмети
- Січень на поріг — прибуло дня на курячий стрибок[18].
- «На Новий рік — курячий стрибок» (чеськ. Na Nový rok o slepičí krok)[19].
- «На Новий рік дощ — на Великдень сніг» (чеськ. Na Nový rok déšť - o velikonocích sníh)[19].
- «Новий рік погодний — урожай буде огрядний» (пол. Nowy Rok pogodny — zbiór bedzie dorodny)[20].